# Jan Kreczmar
Jan Kreczmar, né le 6 mai 1908 à Varsovie et mort le 29 août 1972 dans la même ville, est un acteur polonais de théâtre et de cinéma.

## Biographie
Sa carrière commence avant la Seconde Guerre mondiale. Comme acteur, Jan Kreczmar tourne dans une douzaine de films, entre 1938 et 1972.
En 1949, il est nommé recteur de l'Académie de théâtre Alexandre Zelwerowicz en remplacement d'Alexandre Zelwerowicz et de Leon Schiller. Il reste à la tête de l'établissement jusqu'en 1967.
Il est le frère de l'acteur et réalisateur Jerzy Kreczmar. Sa femme était l'actrice polonaise Justyna Kreczmarowa.

## Filmographie

### Au cinéma
- 1938 : Strachy : Dwierycz
- 1939 : Nad Niemnem
- 1962 : Rodzina Milcarków : Korfanty Wojciech
- 1963 : La Passagère (Pasazerka), d'Andrzej Munk et Witold Lesiewicz : Walter
- 1963 : Mansarda : Prince
- 1966 : Les Chiffres : Tadeusz
- 1968 : La Poupée : Tomasz Lecki
- 1971 : Jeszcze slychac spiew i rzenie koni : Józef Królikiewicz
- 1971 : La Vie de famille (Życie rodzinne) : le père
- 1971 : Pilatus und andere - Ein Film für Karfreitag  : Ponce Pilate

### À la télévision
- 1972 : Pilatus und andere - Ein Film für Karfreitag : Pilatus of Pont (téléfilm)